# کوبالتیت
کوبالتیت  (به انگلیسی: Cobaltite) با فرمول شیمیایی CoAsS از مجموعه کانی هاست و از کلمه کوبالت (ترکیب شیمیایی آن) گرفته شده‌است. محلول در HNO3 Co:۳۵٫۴۱٪ As:۴۵٫۲۷٪ S:۱۹٫۳۳٪ و ادخال‌های Fe-Ni-Sb برای اولین بار در سوئد کشف شد و از نظر شکل بلور: اکتائدر - هگزائدر - پناگونودودکائدر، رنگ: سفید نقره‌ای با درخشندگی صورتی، شفافیت: کدر(اپاک)، شکستگی: نامنظم، جلا: فلزی، رخ: کامل، سیستم تبلور: مکعبی و در رده‌بندی سولفور است همچنین خاصیت مغناطیسی ندارد و منشأ تشکیل آن هیدروترمال - دگرسانی مجاورتی است.
همایند کانی‌شناسی (پارانژ) آن محتوای As، اشعه X و واکنش هایشیمیائیلینه ایت - اولمانیت- کالکوپیریت- پیروتین- آرسنوپیریت است
، از نظر ژیزمان بلوری - آگرگات دانه‌ای کمیاب است و بیشتر در آلمان غربی و شرقی، چک اسلواکی، اطریش، فرانسه، مراکش و کانادا یافت می‌شود.